# Proturentomon minimum
Proturentomon minimum är en urinsektsart som först beskrevs av Berlese 1908.  Proturentomon minimum ingår i släktet Proturentomon och familjen Protentomidae. Inga underarter finns listade i Catalogue of Life.